# Джон Попл
Джон Попл (англ. Sir John Anthony Pople; 31 жовтня 1925 — 15 березня 2004) — хімік-теоретик. Лауреат Нобелівської премії (1998) і медалі Коплі (2002) «за розробку обчислювальних методів квантової хімії». Зокрема, запропонував Метод CNDO.